# EBS미디어
EBS미디어는 한국교육방송공사(EBS)의 자회사로 EBS 콘텐츠 활용 사업 및 유통을 담당하고 있다.
2012년 5월 29일에 설립되었으며, 자본금은 15.76억원이다.
대표이사는 박성호 대표이며 4명으로 구성된 이사회와 비상임감사가 있으며, 집행조직으로 정책기획부와 방송사업부, 교육사업부를 두고 있다.
사업 영역으로는 EBS KIDS 채널 운영, 캐릭터/테마파크 사업, 영상사업(방송권/DVD), 방송협찬/이벤트 사업, 출판사업(전자출판 포함), 학교교육/평생교육 사업 등이다.
회사 위치는 대한민국 서울특별시 마포구 토정로 222 한국출판콘텐츠센터(408호,311호)이다.